# Night time (The Escorts)
Night time is een merseybeatnummer dat werd geschreven door Paddy Chambers, de leadzanger en gitarist van The Escorts sinds 1965.
The Escorts brachten het nummer in november 1966 voor het eerst op een single uit, met From head to toe op de A-kant. De single verscheen in het Verenigd Koninkrijk, Duitsland en Finland. Een groot aantal jaren later verscheen het op een elpee van The Escorts, namelijk From the blue angel in 1982.
Er verschenen enkele covers van het nummer. Vrijwel direct was dat van The Cats op hun elpee Cats as cats can (1967), en een paar jaar later op het verzamelalbum Times were when (1972).
Elvis Costello bracht met The Attractions in 1983 de single Everyday I write the book uit, waarbij er in sommige landen een dubbele B-kant werd geleverd waarop Night time te horen was. Daarna plaatste hij het nog op zijn album Imperial bedroom (1994). Vervolgens kwam Costello in 2004 met een collectie van 11 cd-singles waarbij hij Night time op de eerste plaatste.
In 2001 verscheen nog een originele versie van The Escorts op de verzamel-cd Good year for the roses - The original versions of songs covered by Elvis Costello.